# Arthur Raymond Robinson

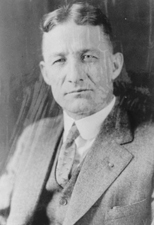
Arthur Raymond Robinson

Arthur Raymond Robinson (* 12. März 1881 in Pickerington, Fairfield County, Ohio; † 17. März 1961 in Indianapolis, Indiana) war ein US-amerikanischer Politiker (Republikanische Partei).

## Leben
Nach dem Besuch der Pflichtschulen besuchte Robinson ab 1901 die Ohio Northern University in Ada, ab 1910 die Indiana Law School in Indianapolis und zuletzt ab 1913 die University of Chicago. Bereits 1910 wurde er in die Anwaltskammer des Staates Indiana aufgenommen und begann in Indianapolis zu arbeiten. 1914 wurde er in den Senat von Indiana gewählt, dem er in der Folge bis 1918 angehörte.
Allerdings war Robinson kaum in den Amtsräumen anwesend, da er wie viele andere Männer auch Wehrpflicht leisten musste. Während des Ersten Weltkriegs diente Robinson in der United States Army, wurde mehrfach befördert und erhielt zuletzt den Rang eines Majors. In Frankreich erlebte er das Ende des Krieges.
1921 wurde Robinson zum Bezirksrichter des Marion County ernannt, ein Amt, welches er bis 1922 bekleidete. Im Oktober 1925 ereilte ihn nach dem Tod von Samuel Ralston die Ernennung zum Senator der Vereinigten Staaten für Indiana. Der Republikaner Robinson trat sein Amt am 20. Oktober 1925 an. 1928 wurde er noch durch eine Wahl in seinem Amt bestätigt. Die Wahl im Herbst 1934 verlor er jedoch; Robinson diente bis zum 3. Januar 1935 im Senat.
Arthur Robinson zog sich nach Indianapolis zurück, wo er 26 Jahre nach seinem Ausscheiden aus dem Senat, im Alter von 80 Jahren starb. Über ihn ist außerdem bekannt, dass er Mitglied des Ku-Klux-Klan war.